# 日本綜合警備
日本綜合警備株式会社（にほんそうごうけいび）は、東京都立川市錦町1丁目に本拠を置く、日本の警備会社。

## 概要
1977年（昭和52年）、2号業務（交通誘導警備、雑踏警備）専門警備会社として、小山伊助が昭島市拝島町にて「日本総合警備保障株式会社」として創業。1997（平成9年）に、対馬米造がバブル崩壊以降の社会情勢の変化の中、これを乗り越えるべく任務を持ち代表に就任。商号を現在の「日本綜合警備株式会社」へ変更し、制服も一新する。警備員在籍10名からのスタートであった。2020年（令和2年） には、警備員数400名を擁するに至る。
警備の仕事は法律により、1号 (施設警備・空港保安)、2号 (交通誘導・雑踏警備)、3号(貴重品運搬)、4号 (身辺警備) の4つがあるが、同社は1号警備と2号警備を請負っている。警備資格の取得を推奨し、2024年8月現在、2人に1人は資格を有する。
NHK『プロフェッショナル 仕事の流儀』「交通誘導のプロ“旗じいちゃん”の幸せとは」（2021年9月放映）に出演した、上野敏夫は同社社員である。同番組では、25年のベテランである当時84歳の上野を通して、車の大きさに合わせて、旗を振る高さや振り方を変えるなど、「交通誘導警備員」の知られざる仕事の内容が紹介された。

## 業務内容
- 交通誘導警備

建築や土木、電気、電話の工事現場での、一般の通行者と作業員の安全の確保及び円滑な交通誘導。交通誘導警備業務検定 1級:6名 、2級:170名。
- 雑踏警備

花火大会、祭り、屋外イベントなどの警備。雑踏警備業務検定 1級:11名、2級:36名。
- 施設警備

オフィスや商業施設での安全と防犯・防災などのセキュリティ。施設警備業務検定 1級:2名、2級:17名。
以上出典
同社では、コンプライアンスの観点や、職場環境の改善と女性でも働きやすい職場とするために、1日3台のトイレカー(サポートカーと命名）を地域別に走らせている。

## 沿革
- 1977年（昭和52年）- 創業者・小山伊助が昭島市拝島町にて「日本総合警備保障株式会社」として創業。
- 1997年（平成9年）  
  - 対馬米造が代表取締役社長に就任。塩野純一が取締役会長に就任。
  - 立川市富士見町4-8-1へ移転。社名を「日本綜合警備株式会社」と変更する。
- 2000年（平成12年）- 本社を立川市錦町2-5-10へ移転。警備員数100名を超える。
- 2003年（平成15年）- 多摩電気工事株式会社の関連会社となる。
- 2006年（平成18年）- 警備員数200名を超える。
- 2012年（平成24年）- 本社新築に伴い、立川市錦町1-8-3へ移転。
- 2013年（平成25年）- 東京営業所（新宿区若葉）開設。
- 2014年（平成26年） 
  - 神奈川営業所（川崎市高津区）開設。
  - 小野正治が代表取締役社長就任。
  - 警備員数300名を超える。
- 2015年（平成27年） 
  - 神奈川営業所閉鎖。
  - 対馬一が代表取締役社長に就任。
- 2016年（平成28年） - 東京営業所を豊島区東池袋へ移転。
- 2017年（平成29年） 
  - 多摩営業所（立川市錦町）開設。
  - 蒲田営業所（大田区西蒲田）開設。
  - 町田営業所（町田市中町）開設。
- 2018年（平成30年） - 沼津営業センター(静岡県沼津市)開設。
- 2020年（令和2年） 
  - 日暮里営業センター開設。
  - 警備員数400名を超える。
- 2021年（令和3年） 
  - 安心サポートカー運用開始
  - つくば営業センター（茨城県つくば市） 開設
  - 日暮里営業センターを日暮里営業所へ変更
  - 東京都内36カ所の葬祭場における警備を開始。
  - 9月、同社社員の上野敏夫を取材した、NHK『プロフェッショナル 仕事の流儀』「交通誘導のプロ“旗じいちゃん”の幸せとは」が放映される[5]。
- 2022年（令和4年） 
  - 蒲田営業所を閉鎖
  - 新宿営業所（新宿区西新宿）開設
- 2024年（令和6年）
  - つくば営業センターを、同県取手市へ移転の上、茨城リクルートセンターに名称変更。
  - 町田営業所を町田リクルートセンターへ名称変更。

出典

## 加盟団体
- 一般社団法人 全国警備業協会
- 一般社団法人 東京都警備業協会
- 立川警察署管内警備業者連絡協議会
- 町田市警備業連絡協議会
- 立川商工会議所
- 公益社団法人 立川法人会

## 所在地
- 本社 - 東京都立川市錦町1丁目8番3号　日本綜合警備本社ビル5F

営業所
- 多摩営業所 - 東京都立川市錦町1丁目8番3号　日本綜合警備本社ビル2F
- 新宿営業所 - 東京都新宿区西新宿3丁目1-2　SKI西新宿201

- 日暮里営業所 - 東京都荒川区東日暮里5-52-2　神谷ビル 402・403

- 沼津営業センター - 静岡県沼津市本644-1　ファーストビル

### その他
- 町田リクルートセンター - 東京都町田市中町1丁目2番2号　森町ビル 5F B-1号室
- 茨城リクルートセンター - 茨城県取手市取手2-1-21　取手・優ビル 401

以上

## メディア出演

### テレビ
- 2018年7月8日 - TBS『がっちりマンデー』
- 2019年5月15日 - NHK『ニュース7』
- 2019年5月23日 - テレビ朝日『大下容子ワイド!スクランブル』
- 2019年6月19日、9月2日 - NHK『ニュースウオッチ9』
- 2020年2月22日 - NHK『ニュースウオッチ9』
- 2020年2月25日 - TBS『あさチャン!』
- 2020年2月26日 - TBS『Nスタ』
- 2020年3月26日 - NHK『NHKニュース』
- 2020年3月27日 - NHK『おはよう日本』
- 2020年6月5日 - NHK『ニュースウオッチ9』
- 2020年6月9日 - TBS『はやドキ!』
- 2020年6月10日 - テレビ朝日『羽鳥慎一モーニングショー』
- 2021年9月21日 - NHK『プロフェッショナル 仕事の流儀』「交通誘導のプロ“旗じいちゃん”の幸せとは」[5][6][9]
- 2022年3月11日 - テレビ朝日 特番「風桶アカデミー」[15]。
- 2023年 - 1月28日、4月14日ほか、BS11『For JAPAN-日本の未来がココに』 [16][17]

出典

### ラジオ
- 嶋大輔の「俺たちの勲章」[19]

### その他
- 2022年3月23日 - NHK『NHKラーニング』